# Christopher Reeve
Christopher D'Olier Reeve (n. 25 septembrie 1952 - d. 10 octombrie 2004) a fost un actor, regizor, producător, scenarist, autor și activist american, cunoscut mai ales pentru interpretarea rolului "Superman". În mai 1995, în timp ce filma are loc un accident în care actorul, căzând de pe cal pe platourile din Charlottesville, rămâne paralizat de la gât în jos pentru toată viața.

## Filmografie

### Film
| An   | Titlu                                | Rol                                      |
| ---- | ------------------------------------ | ---------------------------------------- |
| 1978 | Gray Lady Down                       | Phillips                                 |
| 1978 | Superman                             | Superman/Clark Kent/Kal-El               |
| 1980 | Somewhere in Time                    | Richard Collier                          |
| 1980 | Superman II                          | Superman/Clark Kent/Kal-El               |
| 1982 | Deathtrap                            | Clifford Anderson                        |
| 1982 | Monsignor                            | Father John Flaherty                     |
| 1983 | Superman III                         | Superman/Evil Superman/Clark Kent/Kal-El |
| 1984 | The Bostonians                       | Basil Ransome                            |
| 1985 | The Aviator                          | Edgar Anscombe                           |
| 1987 | Street Smart                         | Jonathan Fisher                          |
| 1987 | Superman IV: The Quest for Peace     | Superman/Clark Kent/Kal-El               |
| 1988 | Switching Channels                   | Blaine Bingham                           |
| 1992 | Noises Off                           | Frederick Dallas/Philip Brent            |
| 1992 | Nightmare in the Daylight            | Sean                                     |
| 1993 | Frasier                              | Leonard (voce)                           |
| 1993 | The Remains of the Day               | Congressman Jack Lewis                   |
| 1994 | Speechless                           | Bob 'Baghdad' Freed                      |
| 1995 | Village of the Damned                | Dr. Alan Chaffee                         |
| 1996 | Without Pity: A Film About Abilities | Naratorul                                |
| 1996 | A Step Toward Tomorrow               | Denny Gabrial                            |
| 2006 | Everyone's Hero                      | (regizor) (producător executiv)          |
| 2006 | Superman II: The Richard Donner Cut  | Superman/Clark Kent/Kal-El               |
| 2007 | Christopher Reeve: Hope in Motion    | Rolul propriei persoane                  |

### Televiziune

#### Filme TV
| An   | Titlu                                      | Rol             |
| ---- | ------------------------------------------ | --------------- |
| 1985 | Anna Karenina (TV)                         | Alexei Vronsky  |
| 1988 | The Great Escape II: The Untold Story (TV) | Maj. John Dodge |
| 1990 | The Rose and the Jackal (TV)               | Allan Pinkerton |
| 1991 | Bump in the Night (TV)                     | Lawrence Muller |
| 1993 | Morning Glory (TV)                         | Will Parker     |
| 1995 | Above Suspicion (TV)                       | Dempsey Cain    |
| 1998 | Rear Window (TV)                           | Jason Kemp      |

#### Alte apariții la TV
- The Brooke Ellison Story (2004) (regizor) (A&E) (nominalizat de Directors Guild of America)
- Smallville (invitat în 2 episoade ca Dr. Virgil Swann.)
- The Practice (invitat în Burnout)
- Rear Window (actor și producător executiv) (Premiul Screen Actors Guild pentru cel mai bun actor, nominalizare Emmy la cel mai bun actor)
- In the Gloaming (regizor) (HBO – 5 nominalizări Emmy, a câștigat 4 premii Cable Ace)
- Black Fox (miniserial CBS)
- The Sea Wolf (TNT movie of the week)
- Mortal Sins (USA Network movie of the week)
- Nightmare in the Daylight
- Tales from the Crypt (HBO)
- Death Dreams (Lifetime)
- Bump in the Night (CBS movie of the week)
- Road to Avonlea (invitat în serialul Disney Channel)
- The Muppet Show (invitat, 1980)
- The Road from Runnymede (PBS/Constitution Project)
- Carol and Company (guest star)
- The Rose and the Jackal (TNT)
- The Great Escape II: The Untold Story (NBC movie of the week)
- Last Ferry Home (WCTV-Boston/Hearst Entertainment)
- Anna Karenina (CBS)
- Faerie Tale Theatre: Sleeping Beauty (episod TV)
- The American Revolution (PBS)
- Love of Life (1974) (CBS)
- The Unpleasant World Of Penn & Teller (Channel 4) (Guest Episode 6 1994)
- Sesame Street (PBS) (invitat în 2 episoade, 2000)

## Jocuri video
- 9: The Last Resort (1996) (Vocea personajului Thurston Last)

## Teatru

### Broadway
- The Marriage of Figaro
- Fifth of July
- A Matter of Gravity
- The Aspern Papers (Londra)

### Off-Broadway
- The Winter's Tale
- My Life

### Regionale
- The Guardsman
- Death Takes a Holiday
- Love Letters (Boston, Los Angeles, San Francisco)
- Richard Cory
- The Greeks
- Summer and Smoke
- The Cherry Orchard
- The Front Page
- Camino Real
- Holiday
- The Royal Family
- John Brown's Body
- Troilus and Cressida
- The Way of the World
- The Firebugs
- The Plow and the Stars
- The Devil's Disciple
- As You Like It
- Richard III
- The Merry Wives of Windsor
- Love's Labour's Lost
- South Pacific
- Finian's Rainbow
- The Music Man
- Galileo